# Opština Novo Selo

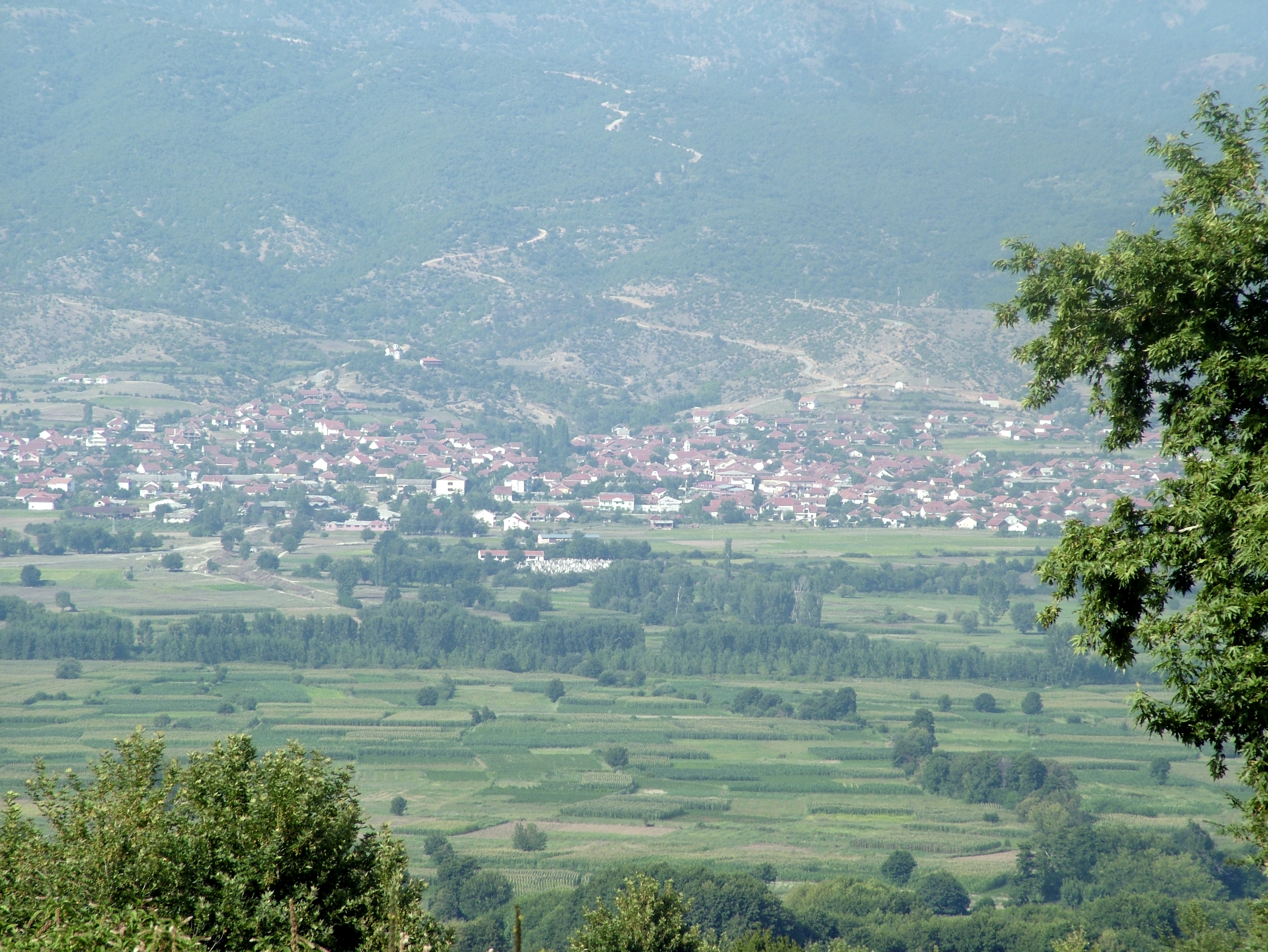
Blick auf Novo Selo

Die Opština Novo Selo (mazedonisch Општина Ново Село, albanisch Komuna e Novosellës) ist eine der Opštini und liegt im Osten Nordmazedoniens an der bulgarischen Grenze. Der etwa 2800 Einwohner zählende gleichnamige Hauptort der Opština liegt im Tal der Strumica, etwa 10 Kilometer von der Staatsgrenze beim Grenzübergang Slatarewo-Novo Selo und 20 Kilometer von der Stadt Strumica entfernt.

## Geschichte
Novo Selo ist seit dem Jahr 2000 wieder eine eigenständige Opština. Vorher lag die kommunale Verwaltung in Strumica, weil die damalige Verwaltung der Stadt Novo Selo zu Beginn der 1980er Jahre die kommunalen Rechte der Stadt Strumica verpachtet hatte.
Das Gemeindegebiet gehörte bis zum Ersten Balkankrieg 1912 zum Osmanischen Reich, dann zu Bulgarien, bis es 1919 mit dem Vertrag von Neuilly-sur-Seine an das Königreich Jugoslawien abgetreten wurde. Infolge des Konflikts zwischen Titos Jugoslawien und dem sowjetisch geführten Ostblock wurde die Grenze zu Bulgarien 1948 geschlossen. Die traditionell engen Beziehungen zur bulgarischen Region Petritsch wurden dadurch weitgehend unterbrochen. Seit 1991 ist Novo Selo Teil der unabhängigen Republik (Nord-)Mazedonien. Die Grenze zu Bulgarien wurde wieder geöffnet. Durch den Wegfall der Visumspflicht 2009 wurde der grenzüberschreitende Austausch weiter gelockert.
Südlich des Hauptortes befindet sich ein 2006 renovierter Bulgarischer Soldatenfriedhof.

### Bevölkerung
Der Volkszählung 2002 folgend wohnen in der Opština fast ausschließlich Mazedonier. Ihr Anteil an der Gesamtbevölkerung beträgt 99,5 Prozent.